# 扁豬副金星介
扁豬副金星介（学名：Paracypria pienchouana）为副金星介科副金星介屬下的一个种。